# Mistrzostwa Świata w Kolarstwie Torowym 2003
100. Mistrzostwa Świata w Kolarstwie Torowym odbyły się w Stuttgarcie w dniach 30 lipca-3 sierpnia 2003. W programie mistrzostw znalazło się sześć konkurencji dla kobiet: sprint, wyścig na dochodzenie wyścig punktowy, wyścig na 500 m, scratch i keirin oraz dziewięć konkurencji dla mężczyzn: sprint indywidualny, sprint drużynowy, wyścig na dochodzenie, wyścig punktowy, wyścig ze startu zatrzymanego, wyścig na 1 km, wyścig drużynowy na dochodzenie, madison, keirin i scratch. 

## Medaliści

### Kobiety
| Konkurencja                         | Data            | Złoto                | Srebro            | Brąz            |
| ----------------------------------- | --------------- | -------------------- | ----------------- | --------------- |
| 500 m ze startu zatrzymanego        | 31 lipca 2003   | Natalla Cylinska     | Nancy Contreras   | Jiang Cuihua    |
| 3000 m indywidualnie na dochodzenie | 1 sierpnia 2003 | Leontien van Moorsel | Katie Mactier     | Olga Slusariewa |
| scratch                             | 2 sierpnia 2003 | Olga Slusariewa      | Rochelle Gilmore  | Adrie Visser    |
| sprint indywidualny                 | 3 sierpnia 2003 | Swietłana Grankowska | Natalla Cylinska  | Nancy Contreras |
| wyścig punktowy                     | 30 lipca 2003   | Olga Slusariewa      | Edita Kubelskienė | Yoanka González |
| keirin                              | 1 sierpnia 2003 | Swietłana Grankowska | Anna Meares       | Oksana Griszyna |

### Mężczyźni
| Konkurencja                       | Data            | Złoto                                                                    | Srebro                                                                      | Brąz                                                                         |
| --------------------------------- | --------------- | ------------------------------------------------------------------------ | --------------------------------------------------------------------------- | ---------------------------------------------------------------------------- |
| wyścig punktowy                   | 1 sierpnia 2003 | Franz Stocher                                                            | Joan Llaneras                                                               | Jos Pronk                                                                    |
| sprint drużynowy                  | 3 sierpnia 2003 | Niemcy · Carsten Bergemann · Jens Fiedler · René Wolff                   | Francja · Mickaël Bourgain · Laurent Gané · Arnaud Tournant                 | Wielka Brytania · Chris Hoy · Craig MacLean · Jamie Staff                    |
| scratch                           | 30 lipca 2003   | Franco Marvulli                                                          | Robert Sassone                                                              | Jean Pierre van Zyl                                                          |
| 4 km indywidualnie na dochodzenie | 31 lipca 2003   | Bradley Wiggins                                                          | Luke Roberts                                                                | Sergi Escobar                                                                |
| keirin                            | 31 lipca 2003   | Laurent Gané                                                             | Jobie Dajka                                                                 | Barry Forde                                                                  |
| 1 km ze startu zatrzymanego       | 30 lipca 2003   | Stefan Nimke                                                             | Shane Kelly                                                                 | Arnaud Tournant                                                              |
| 4 km drużynowo na dochodzenie     | 2 sierpnia 2003 | Australia · Graeme Brown · Peter Dawson · Brett Lancaster · Luke Roberts | Wielka Brytania · Rob Hayles · Paul Manning · Bradley Wiggins · Bryan Steel | Francja · Fabien Merciris · Jérôme Neuville · Franck Perque · Fabien Sanchez |
| madison                           | 3 sierpnia 2003 | Szwajcaria · Bruno Risi · Franco Marvulli                                | Nowa Zelandia · Gregory Henderson · Hayden Roulston                         | Argentyna · Juan Curuchet · Walter Pérez                                     |
| sprint indywidualny               | 30 maja 2003    | Laurent Gané                                                             | Jobie Dajka                                                                 | René Wolff                                                                   |

## Klasyfikacja medalowa
| Miejsce | Państwo         |   |   |   | Razem |
| ------- | --------------- | - | - | - | ----- |
| 1.      | Rosja           | 4 | 0 | 2 | 6     |
| 2.      | Francja         | 2 | 2 | 2 | 6     |
| 3.      | Niemcy          | 2 | 0 | 1 | 3     |
| 4.      | Szwajcaria      | 2 | 0 | 0 | 2     |
| 5.      | Australia       | 1 | 7 | 0 | 8     |
| 6.      | Wielka Brytania | 1 | 1 | 1 | 3     |
| 7.      | Białoruś        | 1 | 1 | 0 | 2     |
| 8.      | Holandia        | 1 | 0 | 2 | 3     |
| 9.      | Austria         | 1 | 0 | 0 | 1     |
| 10.     | Hiszpania       | 0 | 1 | 1 | 2     |
|         | Meksyk          | 0 | 1 | 1 | 2     |
| 12.     | Litwa           | 0 | 1 | 0 | 1     |
|         | Nowa Zelandia   | 0 | 1 | 0 | 1     |
| 14.     | Argentyna       | 0 | 0 | 1 | 1     |
|         | Barbados        | 0 | 0 | 1 | 1     |
|         | Chiny           | 0 | 0 | 1 | 1     |
|         | Kuba            | 0 | 0 | 1 | 1     |
|         | RPA             | 0 | 0 | 1 | 1     |